# نوینفلده
نوینفلده (به آلمانی: Hamburg-Neuenfelde) یک منطقهٔ مسکونی در آلمان است که در هاربورگ واقع شده‌است. نوینفلده ۴٬۶۷۱ نفر جمعیت دارد.